# Grande Mosquée de Constantine
La Grande Mosquée de Constantine ou le Djamâa El Kebir (en arabe : الجامع الكبير) est une mosquée historique située dans la médina de Constantine et datant de l'époque médiévale. Elle est construite vers l'an 1135 (530 AH) par les Hammadides sous le règne du souverain Yahya ibn Abd al-Aziz, avant d'être restaurée par le bey de Constantine en 1766. En 2014 la mosquée ferme pour travaux et elle rouvre en 2017.

## Architecture
Cette mosquée est construite sur les ruines d'un temple romain. En effet, les colonnes de la salle de prière sont issues du sauvetage de fûts et de chapiteaux antiques, dont la plupart sont de style corinthien. En outre, les colonnes adjacentes au mihrab ont conservé leur emplacement d'origine du temple romain. Elles se distinguent des autres par leur grande hauteur.
Sur le mur de la qibla, la niche du mihrab est surmontée d'un demi-dôme cannelé et précédée d'un arc brisé, dont l'intrados dessine des lobes entrelacés. Le mihrab présente un certain nombre de points communs avec l'art fatimide. Sa forme, par exemple, reproduit celle de l'entrée principale de la mosquée al-Aqmar. En revanche, les deux chapiteaux du mihrab restent purement hammadides. Ce sont les plus anciens chapiteaux à volutes latérales de ce type en Algérie.
La nef du mihrab est en position désaxée par rapport à la salle de prière. Ceci est dû à la suppression d'une nef du côté nord lors des rénovations urbaines effectuées pendant l'occupation française au milieu du XIXe siècle. La façade et le minaret datent également de cette période, mais il est possible que l'emplacement du minaret soit original. Il présente une base carrée avec une lanterne circulaire formant un cône. Quant à la façade, elle est marquée par un rez-de-chaussée occupé par des boutiques, en raison de l'emplacement de la mosquée dans la zone des souks.

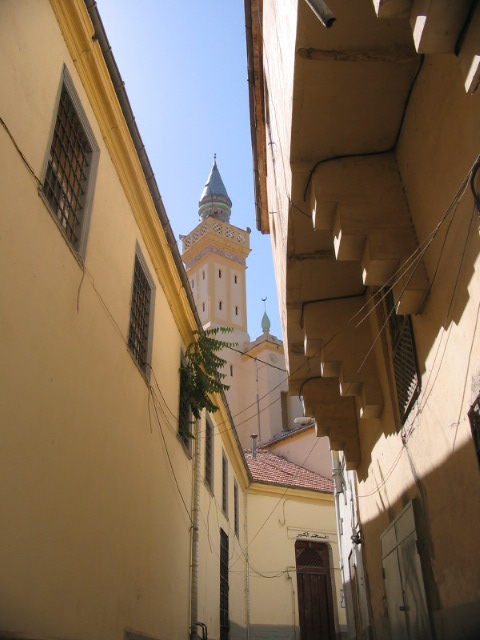
Vue du minaret depuis la médina
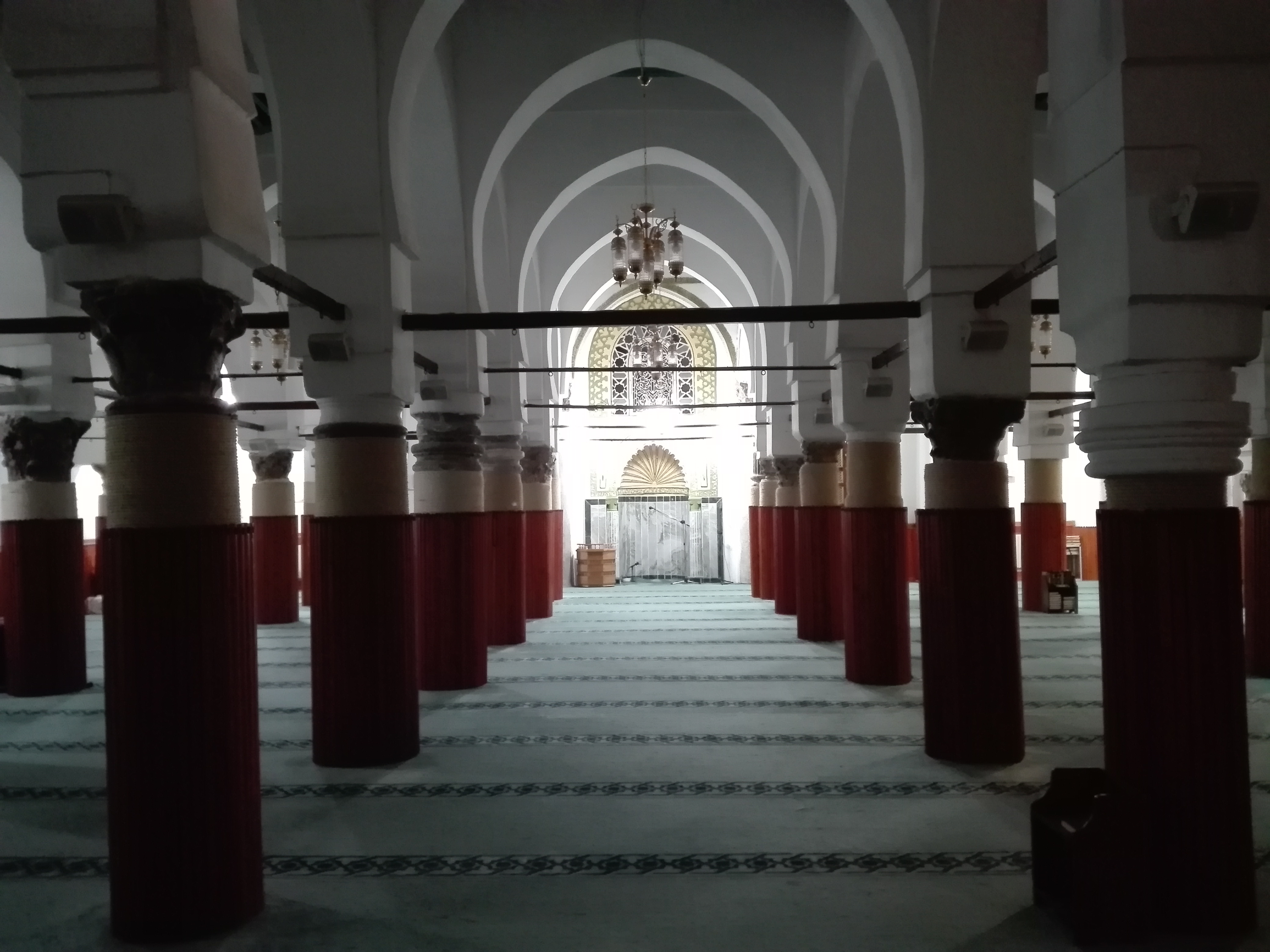
Salle de prière et mihrab

## Sources et références
- (en) Amine Kasmi, « Djamaa al-Kabir (Constantine) », Archnet, 2018 (consulté le 20 septembre 2021).
- Auguste Cherbonneau, Constantine et ses antiquités, Paris, Impr. de E. Thunot, 1853, 48 p. (lire en ligne), p. 31-37.
- Rachid Bourouiba, Apports de l’Algérie à l’architecture religieuse arabo-islamique, Alger, OPU, 1986.
- Rachid Bourouiba, L’Art Religieux musulman en Algérie, Alger, SNED, 1983.